# Hyalinobatrachium orocostale
Hyalinobatrachium orocostale é uma espécie de anfíbio anuro da família Centrolenidae. Está presente na Venezuela. A UICN classificou-a como vulnerável.